# Taboadela (kommunhuvudort)
Taboadela är en kommunhuvudort i Spanien.   Den ligger i provinsen Provincia de Ourense och regionen Galicien, i den nordvästra delen av landet, 400 km nordväst om huvudstaden Madrid. Taboadela ligger 370 meter över havet och antalet invånare är 1 680.
Terrängen runt Taboadela är huvudsakligen kuperad, men västerut är den platt. Runt Taboadela är det ganska glesbefolkat, med 30 invånare per kvadratkilometer. Närmaste större samhälle är Ourense, 10,9 km norr om Taboadela. I omgivningarna runt Taboadela växer i huvudsak blandskog.